# Дочірній процес
Дочірній процес — комп'ютерний процес, створений іншим (батьківським процесом).
Дочірній процес успадковує більшість атрибутів, наприклад, відкриті файли, від свого батька. В UNIX, дочірній процес створюється фактично, як копія батьківського (за допомогою системного виклику fork). По тому дочірній процес при потребі може замістити себе в пам'яті іншою програмою за допомогою системного виклику exec.
Кожен процес може мати багато дочірніх процесів, але найбільше один батьківський; якщо процес не має батька, це, як правило, означає, що його було створено напряму ядром. В деяких системах (включно з Linux), найперший процес (за ім'ям init) запускається ядром при завантаженні і ніколи не завершується. Також процес може залишитися без батька, якщо його батьківський процес вмирає, залишаючи нащадка процес-сирота; але тоді процес-нащадок буде підібрано процесом init.